# Ardenes (departament)
Les Ardenes (08) (en francès Ardennes) és un departament francès situat a la regió del Gran Est. La seva capital és Charleville-Mézières.

## Geografia
Limita al nord amb Bèlgica, a l'est amb Mosa, al sud amb el Marne i a l'oest amb l'Aisne.

## Història
El departament de les Ardenes és un dels vuitanta-tres departaments originals creats el 4 de març de 1790, en aplicació de la llei del 22 de desembre de 1789, durant la Revolució Francesa. Va ser creat a partir de la part nord de l'antiga província de la Xampanya, de la regió d'Argonne i del principat de Sedan.

## Administració
Un prefecte nomenat pel govern francès és l'alta representació estatal i un consell de 38 membres escollits per sufragi universal nomena un president, que deté el poder executiu.
El departament és dividit en 4 districtes, 19 cantons, 8 estructures intercomunals i 452 comunes.